# Phyllophaga spinitarsis
Phyllophaga spinitarsis är en skalbaggsart som beskrevs av Moser 1921. Phyllophaga spinitarsis ingår i släktet Phyllophaga och familjen Melolonthidae. Inga underarter finns listade i Catalogue of Life.